# شهرستان یاروچین
شهرستان یاروچین (به لهستانی: Powiat Jarocin) یک شهرستان در لهستان است که در استان لهستان بزرگ‌تر واقع شده‌است. شهرستان یاروچین ۵۸۷٫۷ کیلومتر مربع مساحت و ۷۰٬۳۹۰ نفر جمعیت دارد.